# Adelbert Ames
Adelbert Ames, Jr. (n 19 august 1880 – d. 3 iulie 1955) a fost un savant american care a adus contribuții în domneiile fizicii, fiziologiei, oftalmologiei, psihologiei și filozofiei. A fost pionier în studiul opticii fiziologice la "Dartmouth College", unde a fost profesor cercetător, iar apoi director de cercetare la "Dartmouth Eye Institute".

## Realizări în domeniul științei
Ames este renumit în mare parte datorită iluziilor ale percepției vizuale pe care le-a inventat (sau construit), printre care se numără camera lui Ames,  fereastra lui Ames și Scaunul lui Ames.
În 1954, lui Ames i-a fost acordat titlul de Doctor în Drept de către Dartmouth. În 1955 a fost premiat cu Medalia Tillyer, de către Optical Society of America. Ames a murit pe 3 iulie, 1955, și a fost îngropat în Cimitirul Dartmouth.  Numele său și al fraților săi au fost încrustate în piatra de mormânt a părinților săi din Cimitirul Hildreth din Lowell.
Conform președintelui societăți Tillyer Medal, există 38 de notițe și lucrări științifice pe care Ames le-a scris, și 21 de brevete ale acestuia.